# Pewek
Pewek (russisch Певе́к; tschuktschisch Пээкин/Peekin) ist eine Stadt im Autonomen Kreis der Tschuktschen (Russland) mit 4162 Einwohnern (Stand 14. Oktober 2010). Die Stadt ist Verwaltungszentrum des Rajons Tschaunski. Sie besitzt einen Seehafen am Nördlichen Seeweg sowie einen Flughafen (IATA: PWE, ICAO: UHMP).

## Geographie
Die Stadt liegt am Ostrand der Tschaunbucht an der Ostsibirischen See. 640 km nordwestlich der Oblasthauptstadt Anadyr gelegen, ist Pewek die nördlichste Stadt Russlands. Der Stadt sind die Routan-Inseln vorgelagert.

## Geschichte
Pewek entstand 1933 im Zusammenhang mit der Erkundung von Rohstoffen auf Tschukotka sowie Plänen zur Nutzung des Nördlichen Seeweges. Die Benennung erfolgte nach dem oberhalb des Ortes gelegenen 518 m hohen Berg Peekinei (Пээкиней, dicker Berg, vom tschuktschischen peek oder pewek für dick) benannt.
In Pewek befand sich die Verwaltung mehrerer Straflager im System des Gulag, so von 1949 bis 1957 die des Tschauntschukotlags und von 1951 bis 1953 die des Tschaunlags (benannt nach dem weiter südlich in die gleichnamige Bucht mündenden Fluss Tschaun). In diesen Lagern waren zeitweilig bis zu 11.000 Menschen gleichzeitig inhaftiert. 1967 erhielt der Ort Stadtrecht.
Mit der Wirtschaftskrise der 1990er Jahre und dem Niedergang des Nördlichen Seeweges sank die Bevölkerungszahl dramatisch.

### Bevölkerungsentwicklung
| Jahr | Einwohner |
| ---- | --------- |
| 1939 | 426       |
| 1959 | 5.752     |
| 1970 | 10.528    |
| 1979 | 11.060    |
| 1989 | 12.915    |
| 2002 | 5.206     |
| 2009 | 4.162     |
| 2021 | 4.513     |

Anmerkung: Volkszählungsdaten

## Wirtschaft
In der Umgebung von Pewek gibt es Vorkommen von Gold, Zinn, Quecksilber und Steinkohle. Die Stadt ist heute logistisches Zentrum vorwiegend für die Goldsuche, die von mehreren kleineren Artels betrieben wird. In Pewek gibt es verschiedene Bau- und Versorgungsbetriebe u. a. das kohlebefeuerte Heizkraftwerk Tschaun. Lebensmittel werden für den lokalen Bedarf hergestellt.
Die 1941 begonnene Förderung von Zinnerz bei der zwölf Kilometer südlich gelegenen Siedlung Walkumei (Валькумей) wurde 1998 eingestellt, und damit auch dessen Weiterverarbeitung zu Konzentrat in Pewek. Die bergbaulichen Einrichtungen in Walkumei wurden teils abgebaut, teils „konserviert“.
Seit Ende 2019 befindet sich in Pewek das Kernkraftwerk Akademik Lomonossow. Nach dem Kraftwerksschiff Sturgis ist es das zweite schwimmende Kernkraftwerk der Welt. Es versorgt die der Stadt vorgelagerte Ölbohrplattformen sowie Pewek selbst mit Strom. Die Akademik Lomonossov löst das Kernkraftwerk Bilibino und das lokale Kohlekraftwerk ab und machte Pewek damit zum Standort des weltweit nördlichsten Kernkraftwerks.

## Kultur und Sehenswürdigkeiten
In Pewek gibt es seit 1977 ein Heimatmuseum sowie ein Geologisches Museum.
Nahe der Mündung des Flusses Pegtymel, etwa 150 Kilometer östlich von Pewek, wurden in den 1960er Jahren über 100 steinzeitliche Felszeichnungen entdeckt, die u. a. Rentierjäger und Boote darstellen.

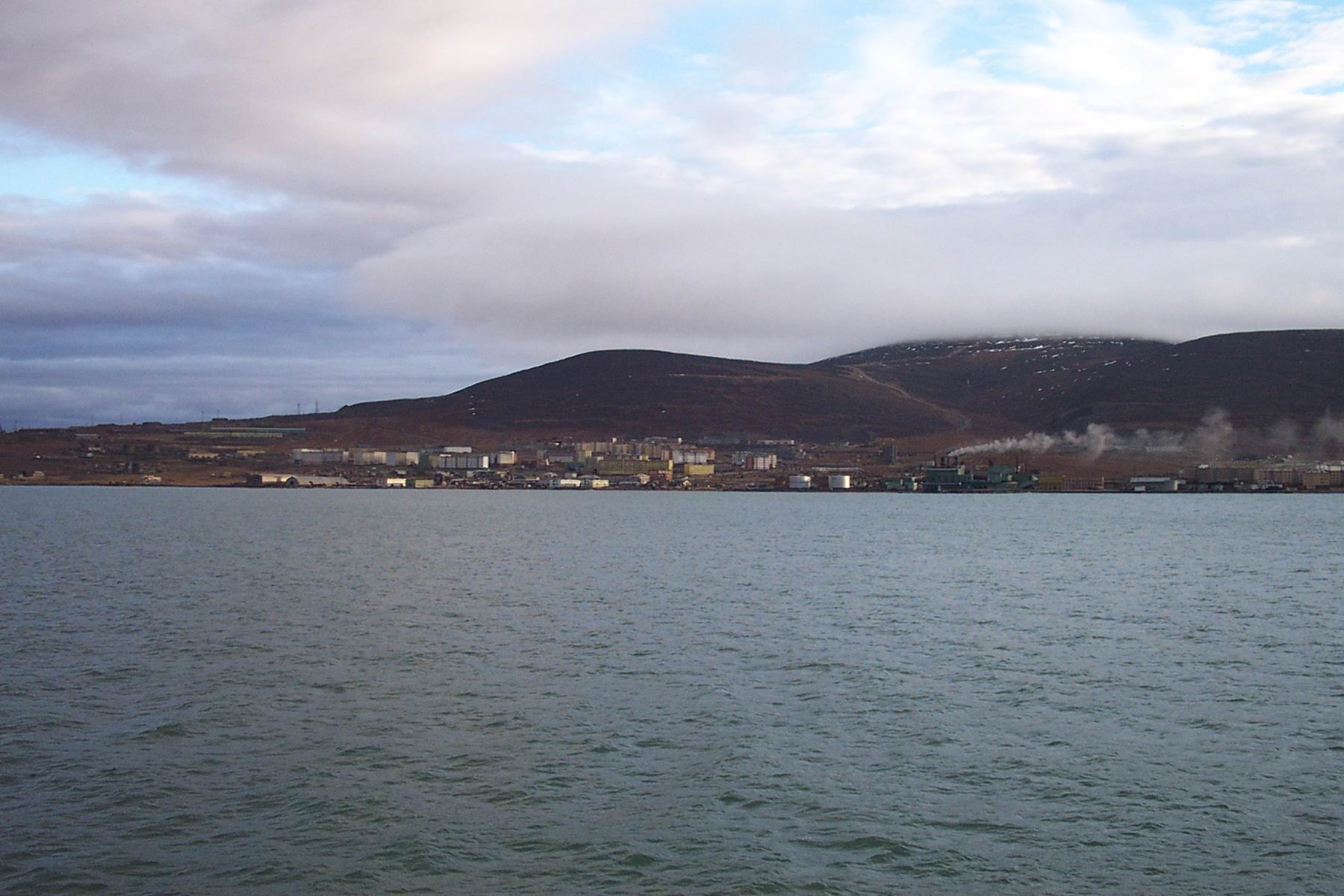
Pewek von See aus gesehen (2006)
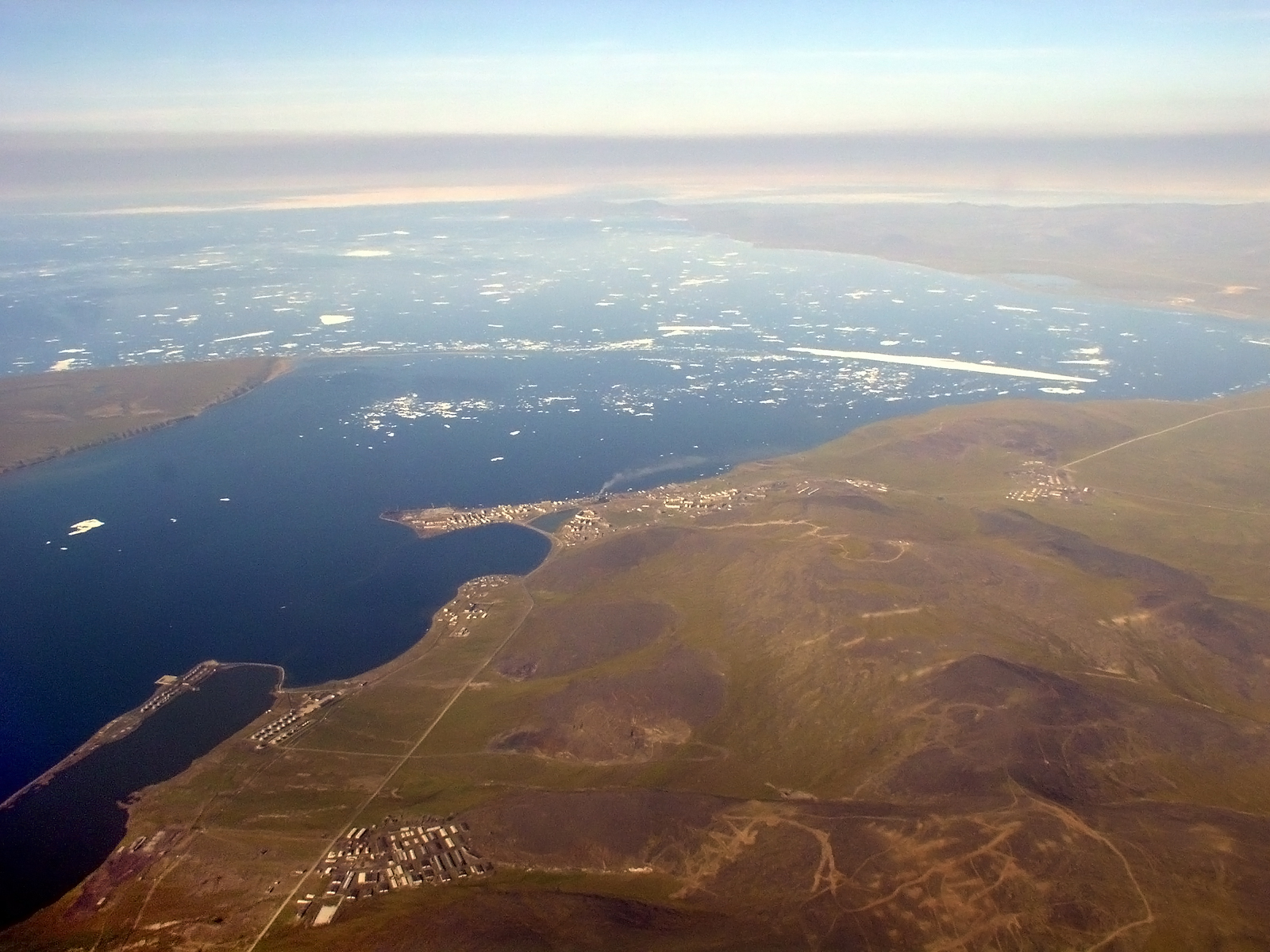
Luftbild von Pewek und Umgebung
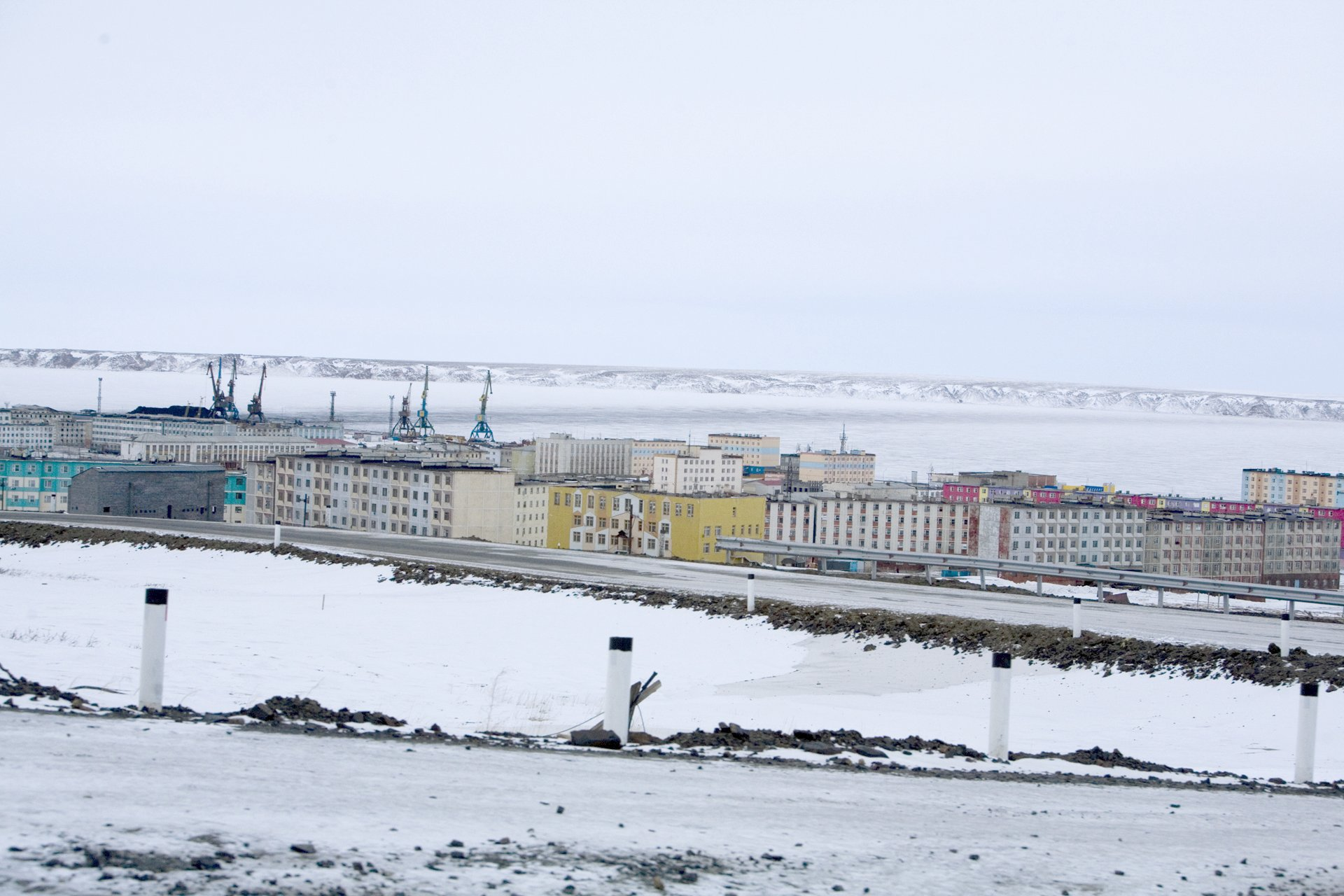
Pewek im Winter (Feb. 2008)
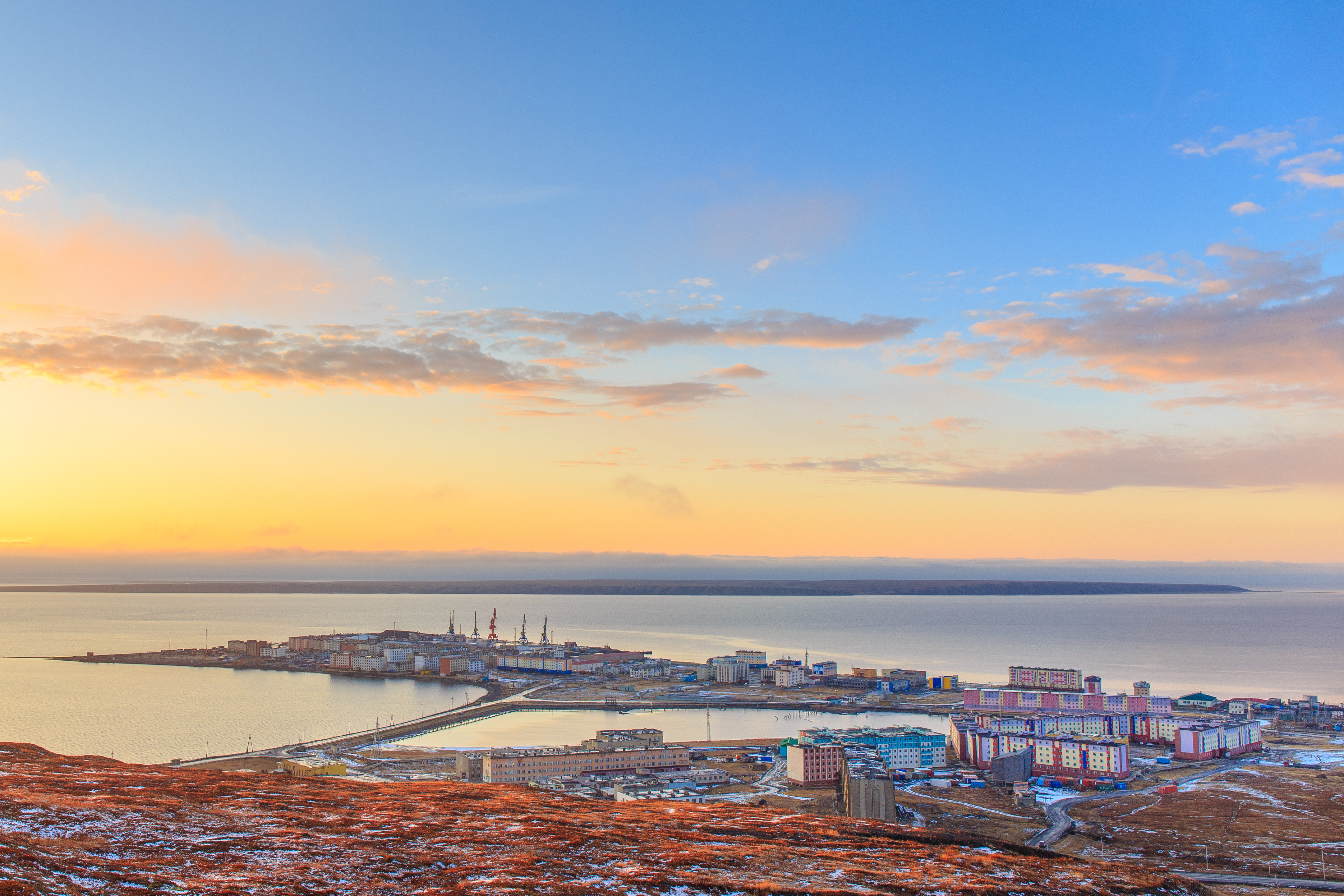
Blick vom Paakinai-Hügel auf den Hafen